# Love at First Hate - Man rai khu mai rak
Love at First Hate - Man rai khu mai rak (Love at First Hate มารร้ายคู่หมายรัก) è una serie televisiva thailandese creata da GMMTV. Va in onda su GMM One dal 14 settembre 2018, per poi concludersi il 7 dicembre dello stesso anno.
La serie viene inoltre pubblicata in latecast su Line TV e YouTube.

## Trama
Quando Paniti, un dottore intelligente e affascinante, incontra la superstar Kluay, popolare e sexy, tra i due scatta subito l'odio. Ma quando i due devono vivere insieme, succede qualcosa di strano: sembra che il Dr. Pup si stia innamorando di Kluay. Cerca di fingere che non sia così, ma quanto a lungo può farlo? Cosa finiranno per essere i due, amanti o nemici?

## Personaggi e interpreti

### Principali
- Paniti, interpretato da Yuke Songpaisan "Son".
Dottore rinomato, a causa di uno scandalo viene costretto a fingere di essere in una relazione con Kluay.
- Kluay, interpretata da Worranit Thawornwong "Mook".
Attrice molto famosa, a causa di uno scandalo viene costretta a fingere di essere in una relazione con Paniti.

### Ricorrenti
- Ploy, interpretata da Carissa Springett.
Attrice e sorellastra di Kluay, gelosa della sua fama.
- Tawan, interpretato da Weerayut Chansook "Arm".
- Oh, interpretato da Sivakorn Lertchoochot "Guy".
Collega di Paniti, innamorato di Kluay.
- Soncha, interpretata da Seo Ji Yeon.
Migliore amica di Kluay, di origini coreane.
- Joob, interpretata da Jennie Panhan.
Manager di Kluay.
- Mint, interpretata da Phakjira Kanrattanasoot "Nanan".
Ex-fidanzata di Paniti.
- Napa, interpretata da Apasiri Nitibhon "Um".
Madre di Kluay e Ploy.
- Golf, interpretato da Prachakorn Piyasakulkaew "Sun".
Cugino di Kluay e amico di Paniti.

## Episodi
| Stagione       | Episodi | Prima TV |
| -------------- | ------- | -------- |
| Prima stagione | 13      | 2018     |

## Colonna sonora
- Worranit Thawornwong - Jingjai reu klaeng hai wai wan (sigla iniziale)[4]
- Phurikulkrit Chusakdiskulwibul - Sieng thai dang mai por (sigla finale)[5]